# Villamée
Villamée (tiếng Breton: Gwilavez, Gallo: Vilaemaé) là một xã của tỉnh Ille-et-Vilaine, thuộc vùng Bretagne, miền tây bắc nước Pháp.

## Dân số
Người dân ở Villamée được gọi là Villaméens.
| 1962                                            | 1968 | 1975 | 1982 | 1990 | 1999 |
| ----------------------------------------------- | ---- | ---- | ---- | ---- | ---- |
| 450                                             | 470  | 417  | 377  | 334  | 314  |
| Starting in 1962: Population without duplicates |      |      |      |      |      |